# 龜山里 (宜蘭縣)
龜山里是位於臺灣宜蘭縣頭城鎮的里，包括龜山島社區（原仁澤社區）與龜山島兩部分，前者設有該里的第一至四鄰，而龜山島則為第五鄰，島上無常居人口。

## 歷史
龜山里的居民大部分來自龜山島。二次大戰後，中華民國政府在龜山島設置臺北縣頭圍鄉椒山村，1946年改名為臺北縣頭城鄉椒山村，兩年後再改制為臺北縣頭城鎮椒山里；1950年，宜蘭地區從臺北縣獨立出來，椒山村也在同時改隸為宜蘭縣頭城鎮椒山里，1957年椒山里改稱為與龜山島地名相符的龜山里。
不過，龜山島的居民在1980年代因為政府計畫將該島定為軍事管制區，而被要求遷至台灣本島，政府並在大溪里的大溪車站附近建設「仁澤新村」，讓島民得以居住，龜山里亦因此併入大溪里。
隨著近年來本土意識抬頭，1999年以後，仁澤新村的居民紛紛要求重新設立龜山里。2000年7月1日，龜山里正式脫離大溪里，恢復設置。係將原大溪里8至12鄰（仁澤新村）改為第1至4鄰，龜山島為第5鄰，實現遷居地、原居地同一村里。並將仁澤新村改稱為「龜山島社區」至今。

## 交通
龜山島社區距離台鐵宜蘭線的大溪車站不遠，可先搭火車至該站後再步行抵達；至於龜山島則可從烏石漁港搭乘渡輪前往。
值得一提的是，台鐵宜蘭線雖在頭城鎮設有龜山車站，但是事實上龜山車站並不在龜山里，而為更新里，且兩者距離約莫五公里遠，該車站之所以「龜山」定名，是因為該站與龜山島的直線距離最近。